# Can Birrot
Can Birrot és una masia del municipi de Torà (Solsonès) inclosa en l'Inventari del Patrimoni Arquitectònic de Catalunya.

## Descripció
Edifici situat a un kilòmetre de Torà (direcció a Biosca), a peu de la carretera C-1412. Consta de quatre façanes i tres plantes. La coberta és de dos vessants (est-oest), acabada amb teules. Destacar que totes les façanes estan arrebossades excepte els extrems de cadascuna on es deixen lluir els carreus de pedra.

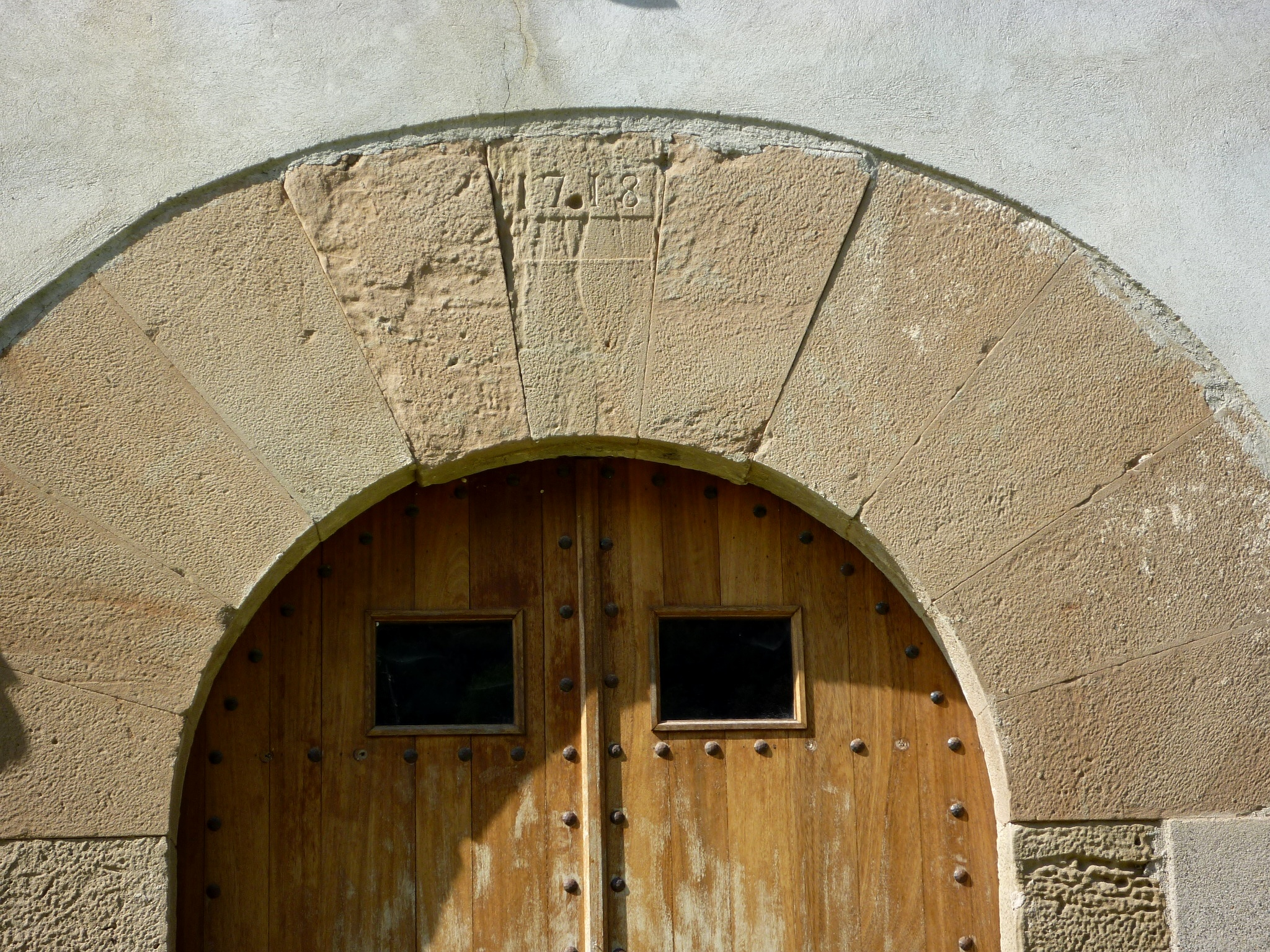
Antiga portada

 A la façana nord-est (la que dona a la carretera), a la planta baixa, hi ha l'entrada original en arc de mig punt i amb porta de fusta de doble batent. A la clau de volta hi duu la data de 1718. A cada banda se situa una finestra amb llinda de pedra. A la planta següent hi ha tres finestres, en dimensions diferents, amb ampit. A la zona de golfes es troba una petita finestra al centre i una altra en un extrem.
A la façana nord-oest, a la planta baixa hi ha una petita espitllera. A la planta següent hi ha tres petites finestres escalonades a diferents nivells. A la darrera planta hi ha una finestra.
A la façana sud-oest, és on hi ha l'accés actual a l'edifici. Aquest té la llinda de pedra i porta de fusta de doble batent, a cada banda té una finestra, la de l'esquerra és més petita. Al primer pis se situen quatre finestres en dimensions diferents. A la darrera planta hi ha dues finestres juntes en arc de mig punt.
A la façana sud-est, hi ha un edifici adjunt que ocupa també gran part de la façana anterior. Aquest edifici adjunt, que forma part de l'habitatge, en les cares exteriors té diverses obertures en arc de mig punt que conformen una galeria.